# 537
Évszázadok: 5. század – 6. század – 7. század
Évtizedek: 480-as évek – 490-es évek – 500-as évek – 510-es évek – 520-as évek – 530-as évek – 540-es évek – 550-es évek – 560-as évek – 570-es évek – 580-as évek
Évek: 532 – 533 – 534 – 535 –  536 – 537 – 538 – 539 – 540 – 541 – 542

## Események
- Még mindig tart az előző évi nagy vulkánkitörés hatása, az átlaghőmérséklet 1-2 fokot csökken, a termés jóval kevesebb a szokásosnál.

### Bizánci Birodalom
- A bizánci-gót háborúban Vitiges osztrogót király több tízezres (25-45 ezer között) sereggel megérkezik a bizánci Belisarius által tartott Róma alá és március 2-án megkezdi az ostromot. A gótok nincsenek elegen a város teljes körülzárásához, de a nagyobb kapukat elzárják, valamint lezárják a vízvezetékeket is. Ostromtornyokkal, majd rohammal próbálkoznak, de a védők visszaverik őket. Belisarius lemondatja Silverius pápát, mert arra gyanakszik hogy az titkos tárgyalásokat folytat a gótokkal. Helyére Vigiliust, a pápa konstantinápolyi legatusát választatja meg. Silveriust előbb Kis-Ázsiába, majd az itáliai Palmarola szigetére száműzik, ahol decemberben éhen hal.
- A gótok elfoglalják Ostia kikötőjét, megnehezítve az ostromlott Róma ellátását, amely úton dél felől továbbra is megközelíthető. Megérkezik a bizánciak erősítése, 1600 hun és szláv lovas íjász, akik büntetlenül zaklathatják az erre a harcmodorra nem felkészült gótokat.
- Belisarius kitör a városból, ám a kezdeti sikerek után a gótok megfutamítják tapasztalatlan, városi lakosokból besorozott gyalogságát. Ezután három hónapos fegyverszünetet kötnek, névleg azért, hogy Vitiges követei eljuthassanak Konstantinápolyba.
- További bizánci erősítés érkezik, köztük 3 ezer iszauriai és Belisarius elkezdi elfoglalni a környező városokat. Hadvezére, Ióannész decemberben kétezer emberrel megszállja Picenumot, majd meglepetésszerűen megtámadja Riminit (amely alig egynapi járóföldre van a gót főváros Ravennától) és miután a római lakosság beengedi, el foglalja.
- Konstantinápolyban elkészül a Hagia Szophia. December 27-én Ménasz pátriárka szenteli fel.
- Észak-Afrikában Germanosz kormányzó a Scalas Veteres-i csatában legyőzi a Sztotzasz által vezetett lázadó katonákat és helyreállítja a tartomány rendjét.
- A mezopotámiai Darában Ióannész Kottisztész vezetésével fellázadnak a katonák, de vezérüket négy nappal később meggyilkolják.

### Európa
- A camlanni csatában elesik Arthur király és lázadó fia (vagy unokaöccse), Mordred.

### Kína
- A Keleti Vej dinasztia hadvezére (és a tényleges hatalom birtokosa) Kao Huan nagyszabású hadjáratot indít Nyugati Vej ellen. Három hadoszloppal támad, de a nyugatiak vezére, Jüven Taj meglepetésszerűen megtámadja és felmorzsolja egyik oszlopát, így kénytelen visszavonulni. Az év végén hatalmas, állítólag 200 ezres sereggel ismét próbálkozik, de Jüven Taj a sajüani csatában mindössze 10 ezer elit katonával megfutamítja és 70 ezer emberét foglyul ejti.

## Halálozások
- december 2. – Silverius, római pápa[1]
- Arthur, a britek királya (az időpont, sőt Arthur létezése vitatott)
- Mordred, Arthur fia (vagy unokaöccse)

## Fordítás
- Ez a szócikk részben vagy egészben  a(z)   537 című angol Wikipédia-szócikk ezen változatának fordításán alapul.  Az eredeti cikk szerkesztőit annak laptörténete sorolja fel. Ez a jelzés csupán a megfogalmazás eredetét és a szerzői jogokat jelzi, nem szolgál a cikkben szereplő információk forrásmegjelöléseként.